# Apyu
Apyu es un asentamiento antiguo de Karok en el Condado de Humboldt, California. Se encuentra a 1 milla (1.6 kilómetros) sobre el río Salmon; su ubicación exacta se desconoce.